# 中村九郎 (ライトノベル作家)
中村 九郎（なかむら くろう、1979年12月13日 - ）は、広島県出身のライトノベル作家。
2005年、第5回SD小説大賞ので最終候補に残った『黒白キューピッド』でデビュー。同年に第4回ヤングミステリー大賞最終選考作『ロクメンダイス、』が富士見書房から出版された。ガガガ文庫(2007年5月創刊）から『樹海人魚』等を発表している。非常に癖のある文体が有名。

## 主な作品
Style-F
- 『神様の悪魔か少年』（2007年9月）　ISBN 9784829176580

富士見ミステリー文庫
- 『ロクメンダイス、』（2005年6月、イラスト：dow）　ISBN 4829163054

集英社スーパーダッシュ文庫
- 『黒白キューピッド』（2005年4月、イラスト：藤井耀士）　ISBN 4086302357
- 『アリフレロ-キス・神話・Good by』（2007年3月、イラスト：むらたたいち）　ISBN 4086303507

小学館ガガガ文庫
- 『樹海人魚』全2巻（イラスト：羽戸らみ）
  - 樹海人魚（2007年5月）　ISBN 4094510060
  - 樹海人魚2（2008年3月）　ISBN 4094510575
- 『曲矢さんのエア彼氏』全3巻（イラスト：うき）
  - 曲矢さんのエア彼氏1（2009年3月）　ISBN 4094511229
  - 曲矢さんのエア彼氏2（2009年11月）　ISBN 4094511741
  - 曲矢さんのエア彼氏3（2010年4月）　ISBN 4094512012